# Władysław Symonowicz
Władysław Symonowicz ps. „Mirski” (ur. 30 sierpnia 1897 w majątku Lipowicze, zm. 14 lutego 1976 w Bolkowie) – major Wojska Polskiego w II Rzeczypospolitej, dwukrotny kawaler Orderu Virtuti Militari.

## Życiorys
Urodzony w rodzinie Józefa i Marii z domu Ostraszkiewicz. W Horkach do 1916 uczył się w szkole rolniczej, gdzie ukończył gimnazjum przyrodnicze. Po wcieleniu do armii rosyjskiej został skierowany do szkoły oficerskiej, a po jej ukończeniu otrzymał stopień chorążego. 
W grudniu 1917 wstąpił do I Korpusu Polskiego, którym dowodził generał Józef Dowbor-Muśnicki otrzymując przydział do 13 pułku strzelców, a następnie pełnił służbę w Legii Oficerskiej. W marcu 1918 otrzymał skierowanie do Legii Oficerskiej III Korpusu Polskiego, a kiedy korpus rozbrajano Symonowicza aresztowali Niemcy, ponieważ podjął próbę ucieczki. Za ten czyn od 15 maja do 15 czerwca 1918 w Białej Podlaskiej przebywał w obozie. W listopadzie 1918 w Warszawie rozbrajał Niemców. 
5 listopada 1918 w stopniu podporucznika otrzymał przydział do 3 kompanii ckm w tworzącym się 34 pułku piechoty. 23 lipca 1920 uczestnicząc w obronie Grodna, „z km prowadzi ogień do bolszewików i odpiera ich ataki. Mimo odwrotu innych oddziałów polskich, pozostaje na stanowisku ze swoją kompanią ckm” dając w ten sposób żołnierzom kompanii przykład męstwa podczas walki z wrogiem. Podczas walki został ciężko ranny przez odłamek granatu. Za czyn ten został wyróżniony nadaniem Krzyża Srebrnego Orderu Virtuti Militari. Po zakończeniu wojny dalej służył w 34 pułku piechoty, a następnie w 59 pułku piechoty oraz w II Oddziale Sztabu Generalnego. Podczas trwania kampanii wrześniowej w stopniu majora dowodził I batalionem 94 pułku piechoty. Podczas trwania okupacji był oficerem ZWZ-AK pod pseudonimem „Mirski”, gdzie pełnił obowiązki m.in. Komendanta Szkoły Podchorążych Rezerwy Piechoty Okręgu Warszawskiego AK. Za udział w powstaniu warszawskim ponownie otrzymał Krzyż Srebrny Orderu Virtuti Militari. Po zakończeniu wojny musiał się do 1956 ukrywać przed Urzędem Bezpieczeństwa Publicznego i zmieniać miejsca zamieszkania. Mieszkał m.in. w Krakowie, Giebułtowie, Kazimierzu, Kowarach oraz Obornikach Śląskich. Zmarł w Bolkowie, gdzie został pochowany. 
Jego żona miała na imię Irena, a syn Tadeusz.

## Ordery i odznaczenia
- Krzyż Srebrny Orderu Wojennego Virtuti Militari nr 12591[1]
- Krzyż Srebrny Orderu Wojskowego Virtuti Militari nr 1528 (28 lutego 1921)[1][7]
- Krzyż Walecznych[8]
- Złoty Krzyż Zasługi z Mieczami[8]
- Medal Wojska (czterokrotnie)[8]
- Medal Niepodległości (23 grudnia 1933)[9]
- Srebrny Krzyż Zasługi (19 marca 1937)[10]
- Krzyż Armii Krajowej[8]